# Melania Singer
Melania Singer (* 24. Juli 1967 in Locarno) ist eine Filmeditorin.

## Leben
Melania Singer wurde in der Schweiz geboren und wuchs in München auf, wo sie bis heute mit Hauptwohnsitz lebt. Sie besuchte die Steinerschule, machte extern das Abitur, und absolvierte danach die Städtische Riemerschmid-Wirtschaftsschule München.
Singer studierte an der Hochschule für Philosophie München und beendete ihr Studium mit dem Bachelorabschluss im Jahr 1988. 1989 wechselte sie ins Filmgeschäft und absolvierte bei ARRI TV in München die Ausbildung zur Magnetaufzeichnungstechnikerin.
Seit 1994 war sie zunächst als Schnittassistentin und seit 1998 ausschliesslich als selbstständige Schnittmeisterin für verschiedene Unternehmen tätig. Zum Beispiel UFA Fiction, Studio Hamburg, Bavaria Fiction, Razor Film, Amalia Film, Denkmal Film, Team Worx, Askania Media, Constantin Film.
Singers Schaffen umfasst mehr als 50 Film- und Fernsehproduktionen. Sie ist Mitglied im Bundesverband Filmschnitt Editor (BFS).

## Filmografie
- 1995: Dr. Stefan Frank – Der Arzt, dem die Frauen vertrauen (Fernsehserie)
- 1998: Tierärztin Christine III: Abenteuer in Südafrika (Fernsehfilm)
- 1998: Tödliche Diamanten (Fernsehfilm)
- 1999: Hausmeister Krause – Ordnung muss sein (Sitcom)
- 1999: Eine Liebe auf Mallorca (Fernsehfilm)
- 1999: Das Mädchen aus der Torte (Fernsehfilm)
- 2000: Seitensprung ins Glück (Fernsehfilm)
- 2001: Kleiner Mann sucht großes Herz (Fernsehfilm)
- 2001: Der Bestseller – Millionencoup auf Gran Canaria (Fernsehfilm)
- 2001: Hochzeit zu viert (Fernsehfilm)
- 2002: Mann, oh Mann, oh Mann! (Fernsehfilm)
- 2003: Die Rettungshunde: Hochzeitsreise in den Tod (Fernsehfilm)
- 2003: Es wird etwas geschehen (Kurzspielfilm)
- 2003: Drei unter einer Decke (Fernsehfilm)
- 2004: Geerbtes Glück (Fernsehfilm)
- 2004: Wilde Jungs (Fernsehserie)
- 2004: Utta Danella (Fernsehserie; 1 Episode)
- 2005: Jetzt erst recht! (Fernsehserie; 7 Episoden)
- 2006: Familie Sonnenfeld (Fernsehserie; 2 Episoden)
- 2006: Deutschland. Ein Sommermärchen (Kinodokumentarfilm; Grimme-Preis 2007 in der Kategorie „Information & Kultur“)
- 2007: Lilly Schönauer – Umweg ins Glück (Fernsehserienepisode)
- 2007: The Real Daktari (Fernsehdokumentarfilm)
- 2008: Tierärztin Dr. Mertens (Fernsehserie; 4 Episoden)
- 2008: Die Landärztin (Fernsehserie; 1 Episode)
- 2008: Türkisch für Anfänger (Fernsehserie; 3 Episoden)
- 2009: Entscheidung in den Wolken (Fernsehfilm)
- 2009: Meine Heimat Afrika (Fernsehfilm)
- 2010: Der achte Schöpfungstag – Zivilcourage in Altötting (Dokumentation)
- 2011: Die Superbullen (Filmkomödie)
- 2011: Werner – Eiskalt! (Kinofilm)
- 2011: Aschenputtel (Fernsehfilm)
- 2011–2012: Hubert und Staller (Fernsehserie; 8 Episoden)
- 2011–2014: Danni Lowinski (Fernsehserie; 28 Episoden)
- 2012: Der Blender (Filmkomödie)
- 2012: Flemming (Fernsehserie; 3 Episoden)
- 2012: Hänsel und Gretel (Fernsehfilm)
- 2013: Flaschenpost an meinen Mann (Fernsehfilm)
- 2013: Der Bauer und sein Prinz (Dokumentarfilm)
- 2013: Vom Glück der Kühe (Dokumentarfilm)
- 2013: Doc meets Dorf (Fernsehserie; 3 Episoden)
- 2013: Das Mädchen mit den Schwefelhölzern (Fernsehfilm)
- 2014: Von Kerlen und Kühen (Fernsehfilm)
- 2014: Die Schlikkerfrauen (Fernsehfilmkomödie)
- 2014: Familie Sonnenfeld (Fernsehserie; 2 Episoden)
- 2014: Die Sache mit der Wahrheit (Fernsehfilm)
- 2014: Sechse kommen durch die ganze Welt (Fernsehfilm)
- 2015: Block B – Unter Arrest (Fernsehserie; 2 Episoden)
- 2016: Der Urbino-Krimi: Die Tote im Palazzo und Mord im Olivenhain (TV Mehrteiler)
- 2016: Die Eifelpraxis (Fernsehserie; 1 Episode)
- 2017: Kalt ist die Angst (Fernsehfilm)
- 2017: Zwei Bauern und kein Land (Fernsehfilm)
- 2017: Allmen und der rosa Diamant (Fernsehfilm)
- 2017: Code of Survival (Dokumentarfilm)
- 2017: Zwischen Himmel und Hölle (Fernsehfilm)
- 2018: Der Usedom-Krimi: Mutterliebe (Fernsehreihe)
- 2018: Toni, männlich, Hebamme (Fernseh-Zweiteiler)
- 2018: Die Spezialisten (Fernsehserie)
- 2018: Praxis mit Meerblick – Brüder und Söhne
- 2018: Praxis mit Meerblick – Der Prozess
- 2018: Hotel Heidelberg: Kinder, Kinder!
- 2019: Hotel Heidelberg: Wir sind die Neuen
- 2021: Toni, männlich, Hebamme – Nestflucht
- 2022: Der Feind meines Feindes (Fernsehfilm)
- 2023: Toni, männlich, Hebamme – Eine Klasse für sich
- 2023: Toni, männlich, Hebamme – Mächtig schwanger
- 2023: Unter anderen Umständen: Mütter und Söhne
- 2024: Marie fängt Feuer – Hitzewelle
- 2025: Flucht aus Lissabon (Fernsehfilm)